# Diamantvelde
Diamantvelde is een districtsbestuursgebied in het Zuid-Afrikaanse district Frances Baard.
Diamantvelde ligt in de provincie Noord-Kaap en telt 5215 inwoners.